# Sam & Max: Sezon 1
Sam & Max: Sezon 1 (oryginalnie Sam & Max Save the World, przedtem Sam & Max: Season 1) – komputerowa gra przygodowa wyprodukowana przez Telltale Games. Dzieli się ona na sześć odcinków, które na przełomie 2006 i 2007 roku ukazywały się oddzielnie z przeznaczeniem na platformę Microsoft Windows. Odcinki początkowo były dystrybuowane online przez GameTap i Telltale Games, a w pudełkowej wersji zostały wydane przez The Adventure Company (w Stanach Zjednoczonych) oraz JoWooD Entertainment (w Europie). Port gry na konsolę Wii ukazał się pod koniec roku 2008, a wersja na Xbox Live Arcade – w 2009 roku.
Sam & Max: Sezon 1 jest oparty na serii komiksów Steve’a Purcella pod tytułem Sam & Max. Bohaterami gry są dwaj samozwańczy detektywi z policji ochotniczej – antropomorficzny pies Sam oraz „nadpobudliwe ruchowo, królikopodobne stworzenie” Max. Rozwiązują oni serię spraw mających związek ze spiskiem hipnotycznym. Każdy odcinek zawiera jedną sprawę, a wszystkie razem są powiązane fabularnie. Telltale Games zapowiedziało grę w 2005 roku, po wstrzymaniu rok wcześniej prac nad projektem Sam & Max: Freelance Police autorstwa studia LucasArts; wielu pracowników Telltale Games pracowało wcześniej nad zarzuconym projektem.
Gra została pozytywnie przyjęta przez krytyków, zbierając pochwały za humorystyczną treść, oprawę graficzną i rozgrywkę. Krytykowano natomiast niski poziom trudności łamigłówek, bardzo podobne do siebie odcinki oraz nielogiczną fabułę. Mimo to gra otrzymała kilka nagród i jest cytowana przez źródła branżowe jako pierwsza udana aplikacja wydana w dystrybucji epizodycznej; powstały dwie kontynuacje: Sam & Max Beyond Time and Space (2007) oraz Sam & Max: The Devil’s Playhouse (2010).

## Fabuła

### Bohaterowie
Akcja gry Sam & Max: Sezon 1 dzieje się w świecie parodiującym amerykańską kulturę masową, a jej bohaterami są Sam i Max, samozwańczy detektywi z policji ochotniczej. Sam to zrównoważony, aczkolwiek pełen zapału antropomorficzny pies, który nosi na sobie niebieski garnitur oraz fedorę. Wykazuje się dociekliwością oraz wszechstronną wiedzą; ma w zwyczaju wybierać sensowne rozwiązania problemów, ale nie preferuje stosowania przemocy. Max opisywany jest z kolei jako „nadpobudliwe ruchowo, królikopodobne stworzenie”, podstępne, pozbawione skrupułów i rozkoszujące się szerzeniem  przemocy oraz czynieniem szkód. Jego reakcje na problemy wiążą się ze stosowaniem przemocy, nawet z ryzykiem dla własnego bezpieczeństwa. Obaj partnerzy z policji ochotniczej prowadzą śledztwa we własnym biurze w rozpadającej się kamienicy, która położona jest w niebezpiecznym sąsiedztwie w Nowym Jorku. Tam od nieznanego z widzenia komendanta otrzymują sprawy do rozwiązania.
Przez poszczególne odcinki przewija się kilku bohaterów drugoplanowych. Bosko jest właścicielem pobliskiego sklepiku i w trakcie gry zaopatruje policję ochotniczą w liczne przedmioty. Bosko, pogrążony w paranoi wskutek częstych kradzieży towarów z jego sklepu, ma obsesję na punkcie spisków. Uważa, że przeciwko niemu są liczni kryminaliści, a nawet każda amerykańska agencja rządowa. W związku z tym jego sklep jest pełen urządzeń zapewniających bezpieczeństwo, które stworzył sam Bosko. Zwykle próbuje się maskować jako przybysz z obcego państwa, lecz z marnym skutkiem. W pobliżu biura głównych bohaterów swoje biuro ma Sybilla Pandemia. Sybilla bezustannie zmienia swoją pracę, nie mogąc znaleźć stałego zajęcia. Początkowo występuje jako psychoterapeutka, a pracuje też jako tatuażystka, tester oprogramowania, redaktorka tabloidów oraz zawodowy świadek. W dziurze biura Sama i Maksa rezyduje Jurek Dwa Zęby, szczur będący drobnym przestępcą, oszustem i paserem. Otwarcie nie cierpi Sama i Maksa, uważając, że przeszkadzają mu w jego działaniach.
Do innych postaci należą Oranżaki, grupa trzech byłych dziecięcych gwiazd z lat 70. XX wieku. Cała trójka posiada własny markowy slogan. Pojawiają się oni początkowo w pierwszym odcinku jako ofiary hipnozy, w drugim zaś jako uczestnicy programu będącego parodią Idola. W czwartym odcinku zostają desygnowani na gubernatorów Dakot Północnej i Południowej, mieszając regiony w wojnę domową o władzę nad Górą Rushmore. Sporadycznie w grze występuje też Mlecz Szczęściak, ekscentryczny magik i przywódca kultu pryzmatologii, parodii scjentologii. Próbuje on wypromować własne publikacje oparte na dogmatach pryzmatologii. Sam uznaje Szczęściaka za irytującego, podczas gdy Max niemal go ubóstwia. Do epizodycznych postaci należą Wakabayashi, agent United States Secret Service ze skłonnością do pilnowania drzwi; Hihot, kierownik kasyna prowadzonego przez mafię; a także Partia Ochrony przed Likwidacją Ciągle Jarych Aparatów (POLICJA), grupa przestarzałych komputerów dążących do odnalezienia swojego miejsca w nowoczesnym technologicznie świecie.

### Streszczenie
Gra rozpoczyna się w chwili, gdy Sam i Max pod długiej przerwie oczekują na nową sprawę do rozwiązania. Ostatecznie komendant wysyła ich w celu śledzenia grupy byłych dziecięcych gwiazd, Oranżaków, którzy wywołują problemy w okolicy. Oranżaki usiłują wypromować kasetę wideo, która hipnotyzuje widza. Policja ochotnicza, korzystając z rad Sybilli, leczy Oranżaków ze stanu hipnozy, czyniąc ich nieprzytomnymi poprzez uderzenie. Samozwańczy policjanci dowiadują się, że za sprawą hipnozy stoi Bronek Kultura – kolejna była dziecięca gwiazda, przypisująca spadek swojej popularności powodzeniu Oranżaków. Sam i Max wraz z Oranżakami stają twarzą w twarz z Kulturą, który jednak hipnotyzuje tych ostatnich. Jednakże Samowi udaje się oszukać Kulturę, każąc Oranżakom zaatakować samego siebie i pokonując w ten sposób zagrożenie. W kolejnej sprawie policja ochotnicza zamierza uwolnić publiczność w studiu telewizyjnym, którą jako zakładników więzi prowadząca talk-show Ela Drzazga. Sam i Max już w budynku stacji telewizyjnej wnioskują, że Ela została zahipnotyzowana. Po występach w różnych programach telewizyjnych, dzięki którym stają się gwiazdami, Sam i Max przekonują Elę, żeby zaprosiła ich jako gości do swego programu. W środku studia Sam zauważa misia-zabawkę na biurku prowadzącej, będącą źródłem hipnozy. Wykorzystując udźwiękowienie studia, Sam poraża prądem zarówno Elę, jak i misia, umożliwiając publiczności wyjście ze studia.
Następnie komendant zleca Samowi i Maksowi infiltrację mafii produkującej zabawki, która operuje z kasyna. Kret policyjny w organizacji przestał dawać znaki życia, stąd policja ochotnicza musi się dowiedzieć, co się z nim stało. Sam i Max szybko odkrywają, że mafia jest odpowiedzialna za produkcję misiów, z których jeden zahipnotyzował Elę. Po zdobyciu zaufania ze strony mafii stwierdzają, że kret stanął po drugiej stronie barykady i obecnie przewodzi organizacją. Odkrywają także, że kasyno jest przykrywką dla fabryki produkującej misie do masowej dystrybucji, więc sabotują fabrykę i udaremniają zamiary mafii. Wkrótce potem prezydent Stanów Zjednoczonych zaczyna wprowadzać w państwie absurdalne reformy; Max jest szczególnie zaniepokojony wprowadzeniem zakazu posiadania broni. Sam wierzy, że prezydent został zahipnotyzowany. Podczas pobytu w Białym Domu Max dokonuje dekapitacji prezydenta, jak się okazuje – mechanicznej kukły stworzonej do hipnotyzowania narodu poprzez orędzia telewizyjne. Ochroniarz prezydenta, który był kierownikiem kasyna mafijnego, aktywuje gigantycznego robota będącego statuą Abrahama Lincolna, aby ten zmierzył się z Maksem w wyborach na nowego prezydenta. Sam kompromituje Lincolna podczas kampanii prezydenckiej, w efekcie czego Max zwycięża w wyborach. Rozwścieczony Lincoln sieje zniszczenie w stolicy, ale zostaje zneutralizowany przez Maksa, który wystrzeliwuje w jego kierunku pocisk rakietowy międzykontynentalnego zasięgu.
Kolejna sprawa, jaką otrzymują Sam i Max, polega na zmierzeniu się z kryzysem komputerowym, który powoduje załamanie się gospodarki światowej. Odkrywają, że przyczyną problemu jest program rzeczywistości wirtualnej pod nazwą Rzeczywistość 2.0. W ruch wprawia ją Internet (posiadający własną świadomość), który hipnotyzuje ludzi, aby nigdy nie wyszli z programu. Sam i Max uzyskują dostęp do programu i wprowadzają tam wirusa komputerowego, który powoduje zniszczenie Rzeczywistości 2.0 i usunięcie cyfrowego wcielenia Internetu. Przed wyzionięciem ducha Internet wyjawia Samowi i Maksowi, że realizował plany niejakiego Mata Pryza. Sam ostatecznie wnioskuje, że Mat Pryz to naprawdę Mlecz Szczęściak, postać epizodyczna we wszystkich poprzednich sprawach. Policja ochotnicza podróżuje do azylu pryzmatologicznego Szczęściaka na Księżycu, gdzie przygotowuje on urządzenie do zahipnotyzowania całej planety. Szczęściak okazuje się kolonią bakterii o zdolności odczuwania, która żywi się endorfinami produkowanymi przez szczęście ludzkie. Poprzez wprawienie w hipnozę całej planety Szczęściak zamierza zapewnić sobie niewyczerpalne źródło pokarmu. Szczęściak aktywuje urządzenie, ale zostaje zabity, gdy Sam za sprawą sztuczki umieszcza go w zbiorniku wodnym, który podgrzewa silnikiem rakietowym z lądownika księżycowego. Po powrocie na Ziemię Max rozpoczyna wybudzanie wszystkich ludzi na Ziemi z hipnozy, czerpiąc wielką przyjemność z pozbawiania ich przytomności.

## Odcinki
| Odcinek | Data wydania         | Data wydania      | Data wydania |  |
| Odcinek | GameTap              | Oficjalne wydanie |              |  |
| --- | -------------------- | ----------------- | ------------ |  |
| |                      |                   |              |  |
| Szok Kulturowy (Culture Shock) | 17 października 2006 | 1 listopada 2006  |              |  |
| Uwagi: - Projektanci i autorzy scenariusza: Brendan Q. Ferguson, Dave Grossman i Steve Purcell - Grupa byłych dziecięcych gwiazd, Oranżaki, zostaje zahipnotyzowana i wywołuje problemy w sąsiedztwie Sama i Maksa          |                      |                   |              |  |
| |                      |                   |              |  |
| Sitcom (Situation: Comedy) | 20 grudnia 2006      | 5 stycznia 2007   |              |  |
| Uwagi: - Projektanci i autorzy scenariusza: Brendan Q. Ferguson, Dave Grossman, Jeff Lester i Steve Purcell - Sam i Max zmierzą się z prowadzącą talk-show, która uprowadziła swoją publiczność                             |                      |                   |              |  |
| |                      |                   |              |  |
| Kret, klopsik i kryminał (The Mole, the Mob, and the Meatball) | 25 stycznia 2007     | 8 lutego 2007     |              |  |
| Uwagi: - Projektanci i autorzy scenariusza: Brendan Q. Ferguson, Dave Grossman, Jeff Lester i Steve Purcell - Kret w pobliskiej mafii przestał dawać oznaki życia, więc Sam i Max mają ustalić, co się z nim stało          |                      |                   |              |  |
| |                      |                   |              |  |
| Abraham L. musi umrzeć! (Abe Lincoln Must Die!) | 22 lutego 2007       | 9 marca 2007      |              |  |
| Uwagi: - Projektanci i autorzy scenariusza: Brendan Q. Ferguson, Dave Grossman, Chuck Jordan i Steve Purcell - Sam i Max myślą, że prezydent został zahipnotyzowany, więc wyruszają do Waszyngtonu, by go ocalić            |                      |                   |              |  |
| |                      |                   |              |  |
| Rzeczywistość 2.0 (Reality 2.0) | 29 marca 2007        | 9 kwietnia 2007   |              |  |
| Uwagi: - Projektanci i autorzy scenariusza: Brendan Q. Ferguson, Dave Grossman, Heather Logas, Chuck Jordan i Steve Purcell - Internet hipnotyzuje ludzi na całym świecie, więc Sam i Max próbują go zniszczyć              |                      |                   |              |  |
| |                      |                   |              |  |
| Jasna strona księżyca (Bright Side of the Moon) | 26 kwietnia 2007     | 10 maja 2007      |              |  |
| Uwagi: - Projektanci i autorzy scenariusza: Brendan Q. Ferguson, Dave Grossman, Heather Logas, Chuck Jordan i Steve Purcell - Dowiadując się, kto stoi za sprawami hipnozy, Sam i Max podróżują na Księżyc, by ocalić świat |                      |                   |              |  |

## Rozgrywka
Sam & Max: Sezon 1 jest stworzoną przy użyciu grafiki trójwymiarowej grą przygodową, w której gracz przejmuje kontrolę nad postacią Sama. Gracz, kierując Samem, eksploruje środowisko gry i rozwiązuje serię łamigłówek przy użyciu interfejsu typu „wskaż i kliknij”. Zagadki w grze mają logiczne rozwiązania, aczkolwiek część z nich cechuje nietypowe rozwiązanie problemu, co jest uwarunkowane komiksowym rodowodem gry. Gracz może nakazać Samowi przemieszczanie się po obszarze gry, spojrzenie na obiekty i komentowanie ich, wybranie odpowiednich obiektów lub ich użycie. Sam może też rozmawiać z bohaterami niezależnymi; w trakcie konwersacji gra ukazuje tzw. drzewo dialogowe, z którego gracz może wybrać kwestię dialogową. Tematy rozmowy mogą bezpośrednio wpływać na fabułę lub pomóc w rozwiązaniu zagadek, aczkolwiek niektóre z nich są zupełnie niepowiązane z historią w grze. W pewnych przypadkach gracz ma możliwość wyboru kwestii dialogowej wypowiadanej przez Maksa.
Gra ma zaimplementowany system ekwipunku, umożliwiający Samowi gromadzenie wszystkich przedmiotów, które podnosi on w trakcie gry. Gracz może wybrać każdy z przedmiotów w ekwipunku i próbować użyć go na obiektach w świecie gry albo dać go innych bohaterom, klikając na pożądanym obiekcie. W przeciwieństwie do poprzednika sezonu pierwszego Sama i Maksa, Sam & Max Hit the Road, przedmioty w ekwipunku są specyficzne dla kontekstu i nie mogą być wzajemnie łączone w celu tworzenia nowych obiektów. Tradycyjnie Sam nosi ze sobą pistolet, który może być wykorzystany w celu rozwiązania niektórych łamigłówek.
Bohaterowie mogą przemieszczać się w grze pomiędzy różnymi lokacjami przy użyciu czarno-białego samochodu DeSoto Adventurer. Po wybraniu przez gracza DeSoto ukazuje listę dostępnych celów podróży. DeSoto można użyć także do kilku sekwencji wyścigowych, podczas których bohaterowie ścigają lub są ścigani przez złoczyńców w innych pojazdach. W trakcie tych sekwencji gracz może użyć pistoletu Sama, klaksonu samochodowego lub trzymanego przez Maksa megafonu, służącego do komunikacji z innymi pojazdami. Dodatkowo podczas trwania tych sekwencji, w celu rozwiązania niektórych zagadek można użyć specjalnych przedmiotów z ekwipunku. Sekwencje z użyciem samochodu używane są także w przypadku niektórych minigier, na przykład w celu zatrzymywania niewinnych przechodniów i przedstawiania im fałszywych zarzutów. W celu zachowania dziedzictwa gier przygodowych LucasArts twórcy zaprojektowali Sam & Max: Sezon 1 tak, aby kierowani przez gracza bohaterowie nie mogli zginąć lub znaleźć się w sytuacji bez wyjścia.

## Machinima
W przerwach pomiędzy wydaniem poszczególnych odcinków Telltale Games publikowało w internecie po trzy powiązane tematycznie filmy krótkometrażowe typu machinima. Ukazało się łącznie piętnaście machinim. Pierwsza z nich pod tytułem Frank Discussion została opublikowana 30 listopada 2006 roku. Sam i Max dyskutowali w niej o właściwościach frankfurterek oraz środków konserwujących w sklepie Bosko. Następnie 7 grudnia opublikowano Trainspotting, w którym Sam rozważa nad sensem życia, podczas gdy Max podaje w wątpliwość sens wychodzenia z pełnego wygód biura. 12 grudnia Telltale wydało A Painstaking Search; zapodziawszy klucze do biura, Sam i Max wracają do kryjówki Bronka Kultury, przypominając sobie miejsce zgubienia kluczy. Pierwszy film krótkometrażowy z 2007 roku, Reality Blights, ukazał się 4 stycznia i pokazuje Maksa jako ochotnika przy telewizyjnym reality show Four Freaks in a Terribly Cramped Office. Tydzień później, 11 stycznia, opublikowany został Egregious Philosophy Platter, w którym Sam i Max uczestniczą w tytułowym show telewizyjnym, dyskutując o Sokratesie i Kartezjuszu. Ostatni krótki metraż związany z programami telewizyjnymi, Kitchen Consequential, miał premierę 18 stycznia; w nim Sam i Max prowadzą program Fun in the Kitchen With Sam and Max, w którym uchylają rąbka tajemnicy na temat przepisów na efekty specjalne.
Z okazji wydania trzeciego odcinka 1 lutego ukazał się film Interrogation, w którym Sam i Max pokazują, jak we właściwy sposób przesłuchać podejrzanego. Po nim 8 lutego premierę miał Coffee; w trakcie filmu Sam i Max eksperymentują z telekinezą na filiżankach kawy. 15 lutego ukazał się The Blank Blank Blank, w którym Sam i Max dyskutują z Bosko o agencji rządowej tak tajnej, że jej akronim jest zastrzeżony. Kolejne machinimy powiązane są z piastowaniem przez Maksa stanowiska prezydenta USA po odcinku Abraham L. musi umrzeć; wydany 1 marca War Games ukazuje Sama i Maksa podczas symulacji operacji wojskowych w sali wojennej Białego Domu. Po nim nastąpił The Teapot Drone Scandal z 15 marca, w którym Max nakazuje agentowi Secret Service recytować przez telefon amerykańską piosenkę „I'm a Little Teapot”. 22 marca miał premierę Saving the Economy, ukazujący orędzie Maksa wykładającego plany zwiększenia sprawności gospodarki poprzez wydłużenie czasu letniego. 5 kwietnia ukazał się Artichoke, w którym Max zwołuje konferencję prasową, podczas której jest pytany o swoją politykę regulacji dotyczącej sprzedaży broni. Przedostatni film krótkometrażowy, Bosco, miał premierę 12 kwietnia 2007 roku; opiera się na tym, że Max kampanii przed wyborami prezydenckimi wszczyna czarny PR przeciwko Bosko mimo faktu, że ten w nich nie startuje. Ostatnia machinima, A Fireside Chat, została wydana 19 kwietnia, ukazując audycję radiową Maksa dla stanu Idaho, mającą zachęcić mieszkańców do głosowania na niego.

## Historia

### Produkcja

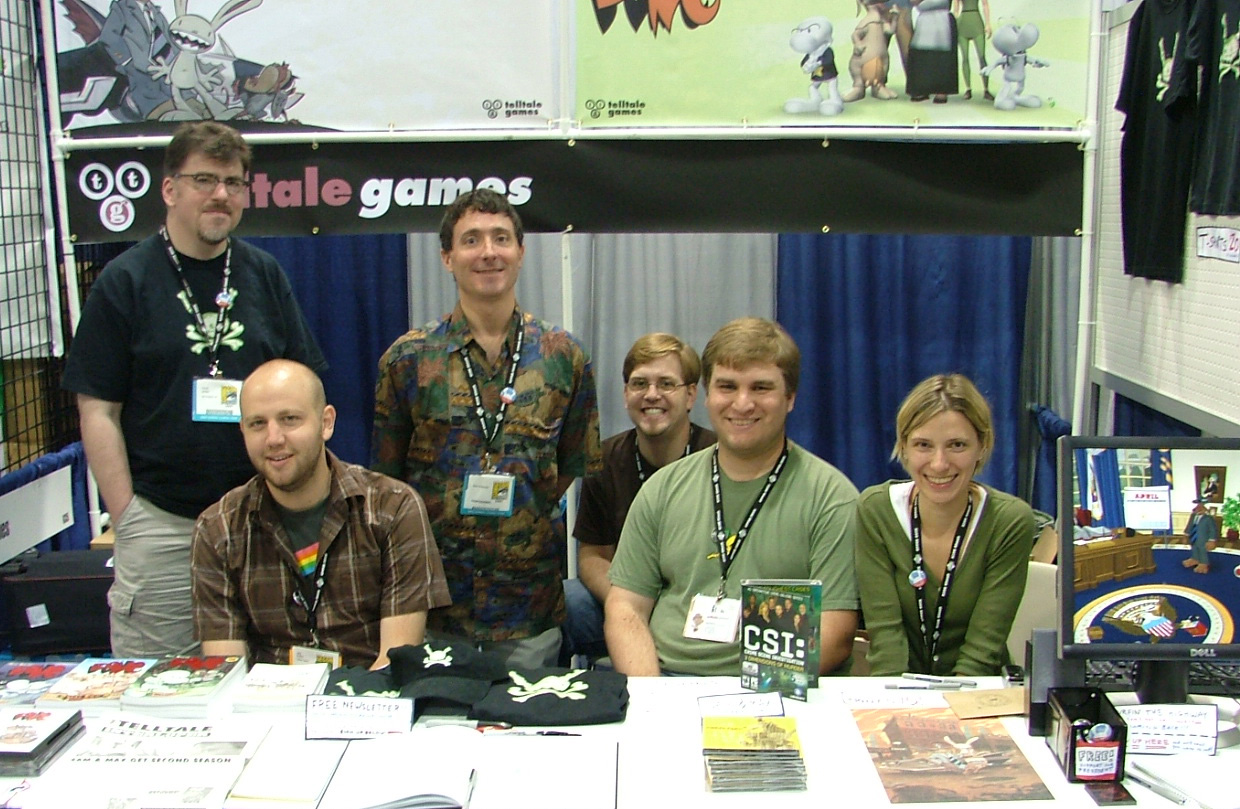
Telltale Games zostało założone przez były zespół Sam & Max: Freelance Police, jak również przez byłych pracowników LucasArts z Dave’em Grossmanem na czele (trzeci od lewej)

Sam & Max: Sezon 1 wywodzi się z projektu Sam & Max: Freelance Police, gry przygodowej produkowanej przez LucasArts w latach 2002–2004. Freelance Police miała być sequelem gry Sam & Max Hit the Road z 1993 roku, jednak jej produkcję LucasArts wstrzymało w marcu 2004 roku. W kolejnych tygodniach LucasArts przeszło wielką restrukturyzację, zwalniając wiele osób pracujących przy poprzednich grach studia. Część dawnego zespołu pracującego nad Freelance Police wskutek takiego przebiegu zdarzeń utworzyła w czerwcu 2004 Telltale Games, aby kontynuować produkcję zarzuconych przez LucasArts projektów. Twórca uniwersum Sam & Max Steve Purcell, który opisywał siebie jako rozczarowanego i sfrustrowanego decyzją LucasArts, przyznał Telltale prawa do serii, gdy licencja LucasArts wygasła w 2005 roku. Telltale Games zapowiedziało nową serię gier Sam & Max we wrześniu 2005 roku. Głównymi twórcami projektu byli: Brendan Q. Ferguson, pracujący nad Freelance Police jako programista, projektant i scenarzysta; Dave Grossman, jeden z głównych projektantów Maniac Mansion: Day of the Tentacle; oraz sam Purcell.
W przeciwieństwie do Freelance Police, Sezon 1 został stworzony w formie epizodycznej, zatem odcinki były wydawane w krótkich odstępach w celu skrócenia czasu produkcji i szybszego dostarczenia zawartości konsumentom. Telltale w listopadzie 2005 roku uruchomiło stronę serii Sam & Max. W następnym miesiącu Purcell rozpoczął publikację na owej stronie komiksu internetowego zatytułowanego „The Big Sleep”; ów komiks miał dwanaście wydań i został ukończony w kwietniu 2007 roku. Purcell wygrał dzięki niemu w 2007 roku Nagrodę Eisnera. W marcu 2006 roku Telltale ogłosiło, że otrzymało dofinansowanie 825 000 dolarów amerykańskich od grupy prywatnych inwestorów.
W maju 2006 roku Telltale opublikowało zwiastun gry na targach Electronic Entertainment Expo, pokazujący nowych aktorów użyczających głosu Samowi i Maksowi: Davida Nowlina i Williama Kastena. Andrew Chaikin użyczył głosu Maksowi w pierwszym odcinku, ale nie był zdolny kontynuować grania owej roli z powodów zdrowotnych. Podczas targów Telltale ogłosiło również, że pierwszy odcinek ukaże się pod koniec 2006 roku za pomocą serwisu dystrybucyjnego GameTap. Telltale zapowiedziało we wrześniu datę wydania pierwszego epizodu na 17 października 2006 roku, zaznaczając, że piętnaście dni po premierze każdy odcinek będzie dostępny również bezpośrednio na stronie internetowej studia. Produkcja pierwszego odcinka zakończyła się 25 września, a od 10 października GameTap rozpoczęło w ramach promocji dystrybucję serialu Sam i Max – Niezależni policjanci. Pierwszy epizod, Szok Kulturowy, ukazał się w sieci 17 października. Kolejne pięć odcinków było wydawanych w krótkich odstępach czasowych aż do finałowego epizodu z kwietnia 2007 roku. 15 czerwca 2007 roku seria zadebiutowała na platformie elektronicznej Steam. Telltale w lipcu 2007 roku rozpoczęło sprzedaż specjalnej edycji kolekcjonerskiej, podczas gdy wersja pudełkowa ukazała się w sierpniu 2007 roku. W styczniu 2008 roku miała premierę aktualizacja, która usprawniała silnik gry i zapewniała kompatybilność z systemem Windows Vista.
Trzy miesiące później Telltale zapowiedziało wersję gry na Wii. Studio oznajmiło, że szerzące się w Internecie plotki dotyczące portu, powiązane z kampanią poprzez e-mail, wzbudziły zainteresowanie spółki produkcji wersji na Wii. Twórcy zaprojektowali na nowo interfejs gry typu wskaż i kliknij, aby dostosować go do obsługi Wii Remote, głównego kontrolera konsoli. Wydanie wersji na Wii początkowo zapowiedziano na 7 października 2008 roku w Stanach Zjednoczonych, jednakże ukazała się tydzień później, 14 października. Europejska wersja została opublikowana w grudniu tego samego roku.
Polska wersja gry została opublikowana 27 marca 2008 roku przez CD Projekt. W wydaniu polskim załączono dwie płyty DVD, zawierające materiały dodatkowe i samą grę w dwóch wersjach językowych: polskiej i angielskiej. W wydaniu znalazły się również instrukcja, poradnik oraz plakat według projektu Steve’a Purcella. Tłumaczenie gry na język polski zawiera liczne odniesienia do rodzimej kultury masowej (między innymi przemianowanie Ewy Drzyzgi na Elę Drzazgę oraz nawiązanie do smoka z filmu Wiedźmina). Sama dubbingował Wojciech Mann, natomiast Maksa – Jarosław Boberek.

### Projekt
Według Dave’a Grossmana celem Telltale Games przy pracy nad grą Sam & Max: Sezon 1 było stworzenie dzieła pełnego różnorodnych wątków i postaci. Grossman wyjaśnił, że seria Sam & Max idealnie pasowała do konwencji gry przygodowej. Projektanci zdecydowali się jednak na wprowadzenie elementów gier akcji, takich jak sceny pościgu samochodowego. Miało to dać graczom uczucie bycia członkiem policji ochotniczej i uczestnictwa w szalonym świecie przedstawionym w oryginalnym komiksie. Tak jak w poprzednich komputerowych adaptacjach uniwersum Sama i Maksa, Sezon 1 używa systemu rozgrywki typu wskaż i kliknij, będącego wariacją na temat rozwiązań użytych przez Telltale w jego poprzedniej serii gier przygodowych Bone: Out from Boneville. Sekwencje akcji zaimplementowane w grze wciąż wykorzystują klasyczny interfejs gier przygodowych.
Bardzo niewielka część projektu Freelance Police została użyta w Sezonie 1; LucasArts wciąż sprawowało kontrolę nad aktywami użytymi przy Freelance Police, a Telltale było zobowiązane, żeby ich produkcja nie przypominała zbytnio owego projektu. Podczas gdy Ferguson i Purcell byli zaangażowani w produkcję zarzuconego projektu LucasArts, Grossman wcześniej nie miał w nim udziału. Zespół zdecydował, żeby rozpocząć produkcję od nowa i potraktować inaczej główny temat gry. Purcell osobiście chciał się upewnić, że gra będzie zawierała w sobie klimat oryginalnego komiksu, jakiego jego zdaniem brakowało w adaptacjach serii dokonanych przez LucasArts. Grossman twierdził, że zespół planował oddać więcej z oryginału niż tylko nędzny widok ulic oraz małostkowość postaci, nadając grze mrocznego klimatu. Na przykład, za sugestią Purcella, zmieniono w grze kolor nieba nad biurem Sama i Maksa z niebieskiego na żółte, co miało wywołać w graczu uczucie brudu i odrazy.

### Ścieżka dźwiękowa
Ścieżka dźwiękowa została wyprodukowana przez Bay Area Sound, spółkę założoną przez Clinta Bajakiana, która od 1994 roku pracowała nad udźwiękowieniem gier LucasArts. Ścieżkę dźwiękową skomponował Jared Emerson-Johnson, były protegowany Bajakiana, który miał w swoim portfolio kompozycje i udźwiękowienie dla gier LucasArts. Nagrania Emersona-Johnsona wykorzystywały prawdziwe dźwięki instrumentów, co stało w opozycji do powszechnie wówczas używanej w branży gier muzyki zsyntetyzowanej; ścieżka muzyczna została stworzona przez pięciu muzyków, w tym samego Emersona-Johnsona. Muzyka w grze naśladuje jazz z filmów noir, inspirując się pracami Nery'ego Manciniego oraz Charlesa Mingusa. Jednakże Emerson-Johnson zaznaczył, że ze względu na otwartość uniwersum Sam & Max mógł sobie pozwolić w niektórych epizodach na wariacje na temat różnych gatunków. Przykładowo czerpał on z muzyki do tańca Charleston, fałszował dzieło Philipa Glassa, oddał hołd muzyce Nina Roty z Ojca chrzestnego, a nawet inspirował się melodiami z 8-bitowych gier. Niektóre utwory znajdujące się w ścieżce dźwiękowej zostały osobiście zaśpiewane przez Emersona-Johnsona oraz Petera Barto, który w oryginalnej wersji językowej zagrał rolę Wakabayashiego. Purcell twierdził później, że w pracy Emersona-Johnsona widoczna jest mieszania różnych stylów i gatunków. Natomiast zdaniem Fergusona muzyka kompozytora nadała licznym grom żywego klimatu. Ścieżka dźwiękowa do gry Sam & Max: Sezon 1 w Stanach Zjednoczonych opublikowana została w lipcu 2007 roku.
CD 1
| 1.  | Opening Credits                              | 0:44  |
|     |                                              |       |
| 2.  | The New Case                                 | 0:58  |
|     | z Szoku Kulturowego                          |       |
| 3.  | The Office                                   | 3:18  |
|     | z Szoku Kulturowego                          |       |
| 4.  | Fuzzy White Butterfingers                    | 0:54  |
|     | z Szoku Kulturowego                          |       |
| 5.  | City Streets                                 | 3:12  |
|     | z Szoku Kulturowego                          |       |
| 6.  | Bosco's                                      | 4:06  |
|     | z Szoku Kulturowego                          |       |
| 7.  | Eye-Bo Unveiled                              | 1:07  |
|     | z Szoku Kulturowego                          |       |
| 8.  | Sybil's                                      | 3:03  |
|     | z Szoku Kulturowego                          |       |
| 9.  | Behind the Poppers                           | 1:15  |
|     | z Szoku Kulturowego                          |       |
| 10. | I Can See You                                | 0:32  |
|     | z Szoku Kulturowego                          |       |
| 11. | Cruisin'                                     | 1:28  |
|     | z Szoku Kulturowego                          |       |
| 12. | More Than Jerks                              | 1:31  |
|     | z Szoku Kulturowego                          |       |
| 13. | The Black Hole                               | 3:14  |
|     | z Szoku Kulturowego                          |       |
| 14. | Master Plans                                 | 1:40  |
|     | z Szoku Kulturowego                          |       |
| 15. | Attack the Dog                               | 4:00  |
|     | z „Szoku Kulturowego”                        |       |
| 16. | Attack Me                                    | 0:59  |
|     | z Szoku Kulturowego                          |       |
| 17. | High Noon Hostage Crisis                     | 0:32  |
|     | z Sitcomu                                    |       |
| 18. | Skinbodies Rule the Streets                  | 0:31  |
|     | z Sitcomu                                    |       |
| 19. | Quiet on the Set                             | 6:58  |
|     | z Sitcomu                                    |       |
| 20. | Mad Dog                                      | 0:38  |
|     | z Sitcomu                                    |       |
| 21. | Midtown Cowboys                              | 0:07  |
|     | z Sitcomu                                    |       |
| 22. | Cooking Without Looking                      | 0:54  |
|     | z Sitcomu                                    |       |
| 23. | Who's Never Going to Be a Millionaire        | 0:15  |
|     | z Sitcomu                                    |       |
| 24. | Time Out for Number Two                      | 0:42  |
|     | z Sitcomu                                    |       |
| 25. | Myra!                                        | 1:01  |
|     | z Sitcomu                                    |       |
| 26. | Electrotalk Therapy                          | 1:06  |
|     | z Sitcomu                                    |       |
| 27. | Cirque De Molé                               | 1:33  |
|     | z Kreta, klopsika i kryminału                |       |
| 28. | Ted E. Bear's Mafia-Free Playland and Casino | 4:34  |
|     | z Kreta, klopsika i kryminału                |       |
| 29. | Just You and Me (and Ted E. Bear)            | 1:21  |
|     | z Kreta, klopsika i kryminału                |       |
| 30. | Bear Arms                                    | 0:22  |
|     | z Kreta, klopsika i kryminału                |       |
|     |                                              | 52:35 |
|     |                                              |       |
CD 2
| 1.  | Wrong Number                | 1:25    |
|     | z Abraham L. musi umrzeć!   |         |
| 2.  | Lincoln vs. Max             | 3:52    |
|     | z Abraham L. musi umrzeć!   |         |
| 3.  | Consecutive Officer         | 8:21    |
|     | z Abraham L. musi umrzeć!   |         |
| 4.  | Rise of the Emancipator     | 1:54    |
|     | z Abraham L. musi umrzeć!   |         |
| 5.  | Regime Change               | 1:26    |
|     | z Abraham L. musi umrzeć!   |         |
| 6.  | Неудобство                  | 0:43    |
|     | z Abraham L. musi umrzeć!   |         |
| 7.  | Monumental Scandal          | 1:01    |
|     | z Abraham L. musi umrzeć!   |         |
| 8.  | Inaugural Distress          | 0:35    |
|     | z Abraham L. musi umrzeć!   |         |
| 9.  | Sore Loser                  | 4:35    |
|     | z Abraham L. musi umrzeć!   |         |
| 10. | Rushmore, Lush, War         | 1:20    |
|     | z Abraham L. musi umrzeć!   |         |
| 11. | Good for Me (Good for You)  | 2:42    |
|     | z „Abraham L. musi umrzeć!” |         |
| 12. | The War Room                | 3:04    |
|     | z Abraham L. musi umrzeć!   |         |
| 13. | Pounding Fathers            | 1:05    |
|     | z Abraham L. musi umrzeć!   |         |
| 14. | Computer Crisis             | 1:18    |
|     | z Rzeczywistości 2.0        |         |
| 15. | Useful to Boot              | 2:35    |
|     | z Rzeczywistości 2.0        |         |
| 16. | Sybil's 2.0                 | 3:03    |
|     | z Rzeczywistości 2.0        |         |
| 17. | City Streets 2.0            | 3:06    |
|     | z Rzeczywistości 2.0        |         |
| 18. | Bosco's 2.0                 | 2:03    |
|     | z Rzeczywistości 2.0        |         |
| 19. | Lefty's 2.0                 | 1:12    |
|     | z Rzeczywistości 2.0        |         |
| 20. | Jimmy 2.0                   | 0:30    |
|     | z Rzeczywistości 2.0        |         |
| 21. | The Office 2.0              | 1:39    |
|     | z Rzeczywistości 2.0        |         |
| 22. | Combat Begin!!              | 0:57    |
|     | z Rzeczywistości 2.0        |         |
| 23. | Crusin' 2:0                 | 1:31    |
|     | z Rzeczywistości 2.0        |         |
| 24. | Cookin' the Books           | 0:24    |
|     | z Rzeczywistości 2.0        |         |
| 25. | 404                         | 1:01    |
|     | z Rzeczywistości 2.0        |         |
| 26. | Item Get                    | 0:04    |
|     | z Rzeczywistości 2.0        |         |
| 27. | Roy G. Biv                  | 1:22    |
|     | z Rzeczywistości 2.0        |         |
| 28. | Moonscape                   | 5:28    |
|     | z Jasnej strony Księżyca    |         |
| 29. | Prismatology Retreat        | 5:02    |
|     | z Jasnej strony Księżyca    |         |
| 30. | Hugh's Inner Sanctum        | 4:01    |
|     | z Jasnej strony Księżyca    |         |
|     |                             | 1:07:19 |
|     |                             |         |

## Odbiór gry
| Gra                           | GameRankings | Metacritic |
| ----------------------------- | ------------ | ---------- |
| Szok Kulturowy                | 81%          | 81%        |
| Sitcom                        | 79%          | 79%        |
| Kret, klopsik i kryminał      | 74%          | 74%        |
| Abraham L. musi umrzeć!       | 81%          | 80%        |
| Rzeczywistość 2.0             | 83%          | 82%        |
| Jasna strona Księżyca         | 81%          | 79%        |
| Wersja zbiorcza na PC         | 88%          | –          |
| Wersja zbiorcza na Wii        | 75%          | 74%        |
| Wersja zbiorcza na Xboksa 360 | 78%          | 74%        |

Gra Sam & Max: Sezon 1 została pozytywnie przyjęta przez recenzentów. Według agregatorów GameRankings i Metacritic najlepiej oceniany był piąty odcinek, Rzeczywistość 2.0, natomiast najgorsze oceny zebrał trzeci odcinek pod nazwą Kret, klopsik i kryminał. Cała seria ma na GameRankings średnią ocen 88%. Zdobywając rekomendacje ze strony różnych krytyków, otrzymała kilka nagród, w tym dla najzabawniejszej gry roku według portalu GameSpot i najlepszej gry przygodowej według IGN. Jako że Telltale Games powiodła się ciągła publikacja zawartości w krótkich odstępach czasu, dziennikarze branżowi uznali Sam & Max: Sezon 1 za pierwszą udaną grę epizodyczną. Poprzednie, nieudane próby dystrybucji epizodycznej podejmowały Valve Software z serią Half-Life, Ritual Entertainment z SiN Episodes oraz samo Telltale z Bone.
Debiutancki odcinek, Szok Kulturowy, spotkał się w przeważającej części z pozytywnym przyjęciem przez krytyków. Uznali oni epizod za bezpośrednią kontynuację Sam & Max Hit the Road z 1993 roku, pozytywnie odnosząc się do wprowadzonego nowego silnika trójwymiarowego oraz mechaniki gry. Krytycyzm wokół Szoku Kulturowego skupiał się na fabule; podczas gdy humor zawarty w scenariuszu spotkał się z aprobatą, sama fabuła uznana została za zaledwie pretekst do serii dowcipów, a główny antagonista odcinka – opisany przez Steve’a Buttsa z IGN jako lekko rozczarowujący. Drugi odcinek, Sitcom, zawierał zdaniem krytyki bardziej przemyślanego przeciwnika niż w „Szoku Kulturowym”, a także łamigłówki dobrze powiązane z fabułą. Jednakże krytycy opisali zagadki jako zbyt proste, wyrażając niezadowolenie także z powodu ponownego wykorzystania scenerii z odcinka pierwszego. Kolejny epizod, Kret, klopsik i kryminał, otrzymał najgorsze oceny wśród recenzentów. Jakkolwiek był chwalony za dialogi i humor, krytykowano go za zbyt łatwe zagadki i krótki czas trwania.
Czwarty odcinek, Abraham L. musi umrzeć!, został uznany przez krytyków za jeden z najlepszych w serii. Z pochwałami spotkała się zarówno satyra polityczna, jak i zwiększona długość gry. Łamigłówki uznane zostały za trudniejsze i bardziej satysfakcjonujące w rozwiązywaniu. Krytycy odcinka jednakże uważali, że ucierpiał on z powodu konieczności ciągłej wędrówki po lokacjach oraz powtarzających się bohaterów i miejsc. Piąty odcinek pod nazwą Rzeczywistość 2.0, był najwyżej oceniany w serii. Zagadki w grze zostały uznane za bardziej wymagające od zawartych w Abraham L. musi umrzeć, na dodatek z kończącym ją hołdem dla tekstowych gier przygodowych. Jednakże scenariusz oceniono jako słabszy niż w poprzednich odcinkach. Finałowy epizod pod tytułem Jasna strona Księżyca spotkał się z bardziej powściągniętym odbiorem niż dwa poprzednie odcinki; krytycyzm ukierunkowany był na czas trwania gry oraz na płytką interakcję z postaciami. Mimo to recenzenci uważali, że ów odcinek ma rozsądnie zaprojektowane zagadki i stanowi godny szacunku koniec serii.
Krytycy pozytywnie oceniali grę za ogólną jej mechanikę, aczkolwiek do pewnych kwestii odnosili się z rezerwą. W kilku recenzjach chwalono prostotę interfejsu gry. Andre Thomas ze strony GamePlasma docenił łatwość przystosowania się gracza do zasad gry, a samą mechanikę uznał za logiczne rozwinięcie sposobu rozgrywki prezentowanego w grach przygodowych z lat 90. XX wieku. Tymczasem recenzent strony GamingTrend, Ron Burke, chwalił intuicyjny system „wskaż i kliknij” użyty przez Telltale. Jednakże Mark Smith z Game Chronicles uznał, że uproszczona mechanika spowodowała eliminację wielu aspektów związanych z eksploracją, utożsamianych normalnie z tego typu grami. Niektórzy recenzenci skierowali swą krytykę na projekt łamigłówek; zdaniem Smitha gra jest odpowiednia dla dzieci i nastolatków, ale dorosła publiczność może uznać ją za zbyt łatwą. Evan Dickens ze strony Adventure Gamers uważał, że zagadki w grze wprawdzie skłaniają do myślenia, ale nie wprawiają w osłupienie. Stwierdził, że niski poziom trudności był zamierzony przez Telltale, aby gracze mogli poznać fabułę przy jak najmniejszej frustracji. Tim Henderson z magazynu „Hyper” chwalił grę za przystępny charakter oraz humor godny pierwowzoru. Jednakże skrytykował ją za drażniącą zawartość epizodyczną.
Co do kwestii scenariusza, krytycy uznali fabułę za chybioną. Zdaniem Ala Giovettiego z JustAdventure fabuła zawiera spore braki, a według Rafała Fluderskiego z „CD-Action” jest „naiwna i głupia”. Burke uznał epizodyczny rodowód gry za szkodzący spójności fabularnej pomiędzy poszczególnymi odcinkami, z czym zgodził się Dickens. Mimo to niektórzy recenzenci wyrazili opinię, że poszczególne historie odcinkowe oraz przedstawienie i portret psychologiczny bohaterów są dobre. Recenzenci uznali scenariusze poszczególnych odcinków za najlepszą cechę gry; chwalili też poziom zawartego w niej humoru, aczkolwiek Dickens uważał, że dopiero od czwartego odcinka scenariusz zdaje się być starannie wykonany. Dodatkowo krytycy skierowali swój sceptycyzm na powtarzające się sceny i bohaterów, pod tym względem kierując krytyczne opinie o możliwości sukcesu gry. Pomiędzy amerykańskimi a brytyjskimi recenzentami pojawiły się sprzeczne opinie na temat fabuły, wyjaśnione na przykładzie pisma „PC Gamer”; mimo pozytywnego odbioru odcinków od pierwszego do czwartego, brytyjska edycja czasopisma wskazywała na powtórzenia scenerii oraz na niezbyt sprawny scenariusz. Natomiast amerykańska edycja każdy odcinek chwaliła znacząco, twierdząc, że seria jest znakomitej jakości.
Krytycy chwalili Sam & Max: Sezon 1 za oprawę graficzną i za reżyserię artystyczną. Dickens stwierdził, że doskonale uchwycona jest w grze utrzymana w komiksowo-absurdalnym stylu natura bohaterów Steve’a Purcella, podczas gdy redaktorka GameZone’a, Anise Hollingshead, chwaliła Telltale za udane odświeżenie wyglądu bohaterów bez utraty uroku komiksu. Kristen Reed ze strony Eurogamer uważał, że oprawa graficzna wyraża troskę twórców o odwzorowanie zarówno bohaterów, jak i lokacji w grze. Krytycy chwalili grę także za udźwiękowienie, grę aktorską i muzykę. W recenzji dla The Entertainment Depot Tim McGowan wyraził się pochlebnie o ścieżce dźwiękowej Emersona-Johnsona jako znakomitej, a Alex Van Zelfdendate z IGN opisał ją jako powiew świeżości. Jednakże Alec Meer z brytyjskiego „PC Gamera” uznał otwierający grę motyw za nadmiernie wzorujący się na Sam & Max Hit the Road. Z pozytywnym odbiorem spotkały się także kreacje dubbingowe Nowlina i Kastena; polska wersja językowa również była pochlebnie oceniana, głównie ze względu na brawurową kreację Boberka w roli Maksa.
Wersja gry na Wii została przez krytyków odebrana z większą rezerwą niż na komputery osobiste; średnia ocen według agregatorów GameRankings i Metacritic wynosi odpowiednio 75% i 74%. Recenzenci uznali, że gra w stosunku do pecetowej wersji nie wnosi żadnych zmian w mechanice, fabule czy też ogólnej zawartości. Choć Sam & Max kreskówkowym stylem pasował do Wii, krytycy zauważyli liczne błędy techniczne widoczne wraz z wydaniem. Część recenzentów pisała o niewielkich problemach z użyciem nieprecyzyjnego Wii Remote w przypadku zagadek wymagających dokładności; niekiedy pojawiały się też informacje o ucinanych w połowie dialogach oraz znaczącym spowolnieniu płynności gry, szczególnie w przypadku sekwencji akcji.

## Kontynuacje
Sukces gry Sam & Max: Sezon 1 spowodował powstanie jej dwóch kontynuacji. W 2008 roku ukazała się kolejna seria epizodów pod nazwą Sam & Max Beyond Time and Space, zawierająca udoskonalone rozwiązania techniczne w postaci poprawionego wyglądu plansz czy dynamicznych bohaterów niezależnych, przemieszczających się po różnych lokacjach w grze. W 2010 roku premierę miała trzecia seria odcinków pod nazwą Sam & Max: The Devil’s Playhouse, rozgrywająca się w trakcie inwazji galaktycznego goryla na Ziemię. Ani druga, ani trzecia seria nie były dystrybuowane w Polsce.